# Ar

Composição da atmosfera da Terra. O gráfico inferior representa os gases residuais que, ao todo, compões 0.039% da atmosfera. A composição do ar pode mudar pois os gases produzidos pelas grandes corporações (Os gases não naturais) resultam em uma poluição do ar indesejada. Os valores foram normalizados para propósitos ilustrativos. Os números são de medidas feitas em uma variedade de anos (especialmente 1987, com dados de CO_{2} e metano de 2009) e não representam uma fonte única.

O ar é a mistura de gases que compõem a atmosfera da Terra. Ele é composto principalmente de nitrogênio, oxigênio e argônio. Os demais gases incluem gases de efeito estufa como vapor de água, dióxido de carbono, metano, óxido nitroso e ozônio. Ar filtrado contém traços de vários outros compostos químicos. Muitas substâncias naturais devem estar presentes em pequenas quantidades em uma amostra de ar não filtrada, incluindo poeira, pólen e esporos, cinzas vulcânicas, material orgânico, compostos de flúor, mercúrio metálico e compostos de enxofre como dióxido de enxofre.
| ppmv: partes por milhão por volume (nota: a fração volumétrica somente é igual à fração molar para gases ideais) |                                                           |
| Gás | Volume                                                    |
| Nitrogênio (N2)                                                                                                  | 780.840 ppmv (78,084%)                                    |
| Oxigênio (O2) | 209.460 ppmv (20,946%)                                    |
| Argônio (Ar) | 9.340 ppmv (0,9340%)                                      |
| Dióxido de carbono (CO2)                                                                                         | 380 ppmv (0,0380%)                                        |
| Neônio (Ne) | 18,18 ppmv (0,001818%)                                    |
| Hélio (He) | 5,24 ppmv (0,000524%)                                     |
| Metano (CH4) | 1,79 ppmv (0,000179%)                                     |
| Criptônio (Kr)                                                                                                   | 1,14 ppmv (0,000114%)                                     |
| Hidrogênio (H2)                                                                                                  | 0,55 ppmv (0,000055%)                                     |
| Óxido nitroso (N2O)                                                                                              | 0,3 ppmv (0,00003%)                                       |
| Xenônio (Xe) | 0,09 ppmv (9×10−6%)                                       |
| Ozônio (O3) | 0,0 to 0,07 ppmv (0% to 7×10−6%)                          |
| Dióxido de nitrogênio (NO2)                                                                                      | 0,02 ppmv (2×10−6%)                                       |
| Iodo (I) | 0,01 ppmv (1×10−6%)                                       |
| Monóxido de carbono (CO)                                                                                         | 0,1 ppmv (0.00001%)                                       |
| Amônia (NH3) | traços                                                    |
| Não incluído na atmosfera seca acima:                                                                            |                                                           |
| Vapor de água (H2O)                                                                                              | ~0,40% na atmosfera toda, tipicamente 1%-4% na superfície |